# Rosarium Uetersen

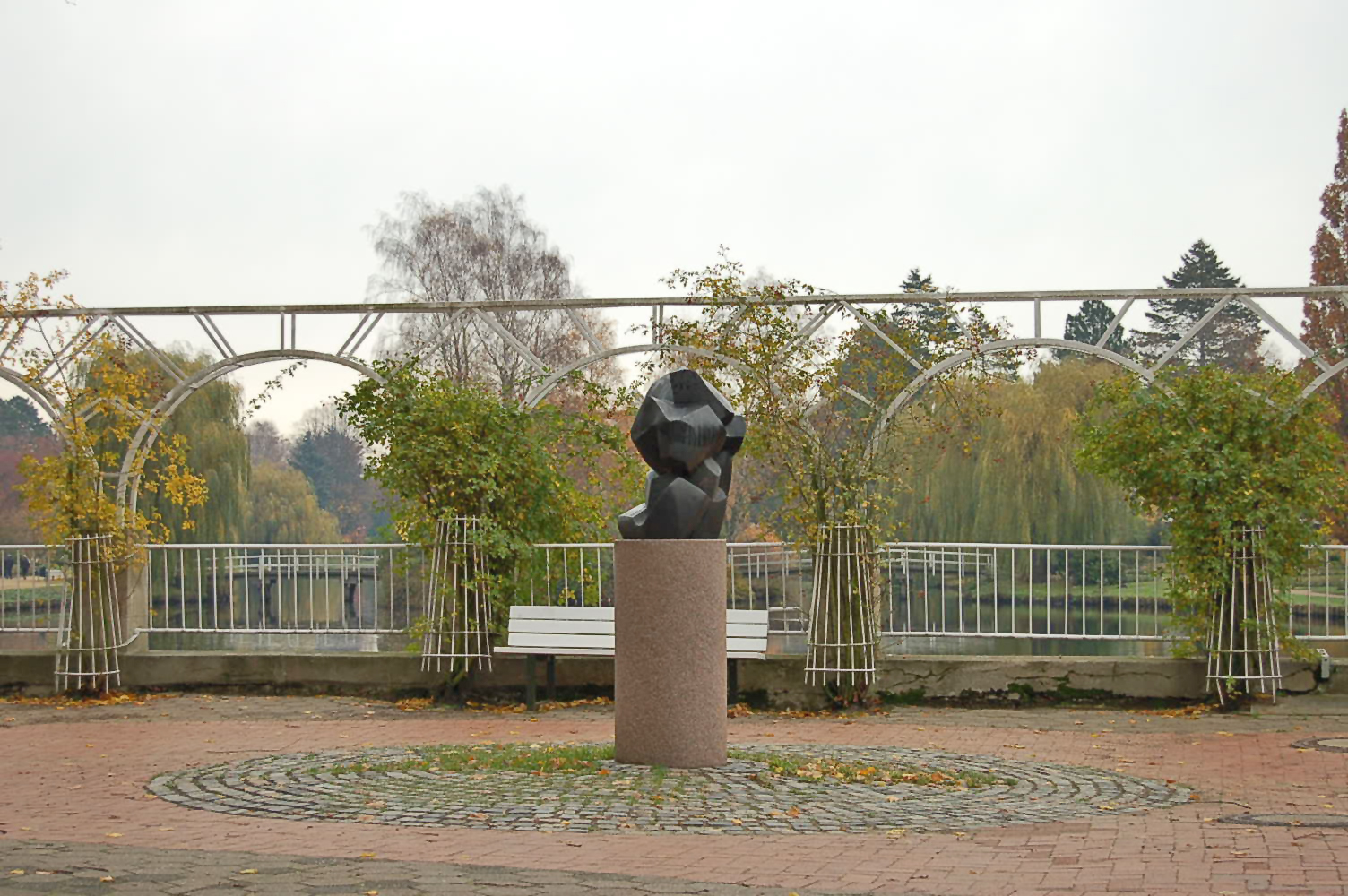
Eingang zum Rosarium

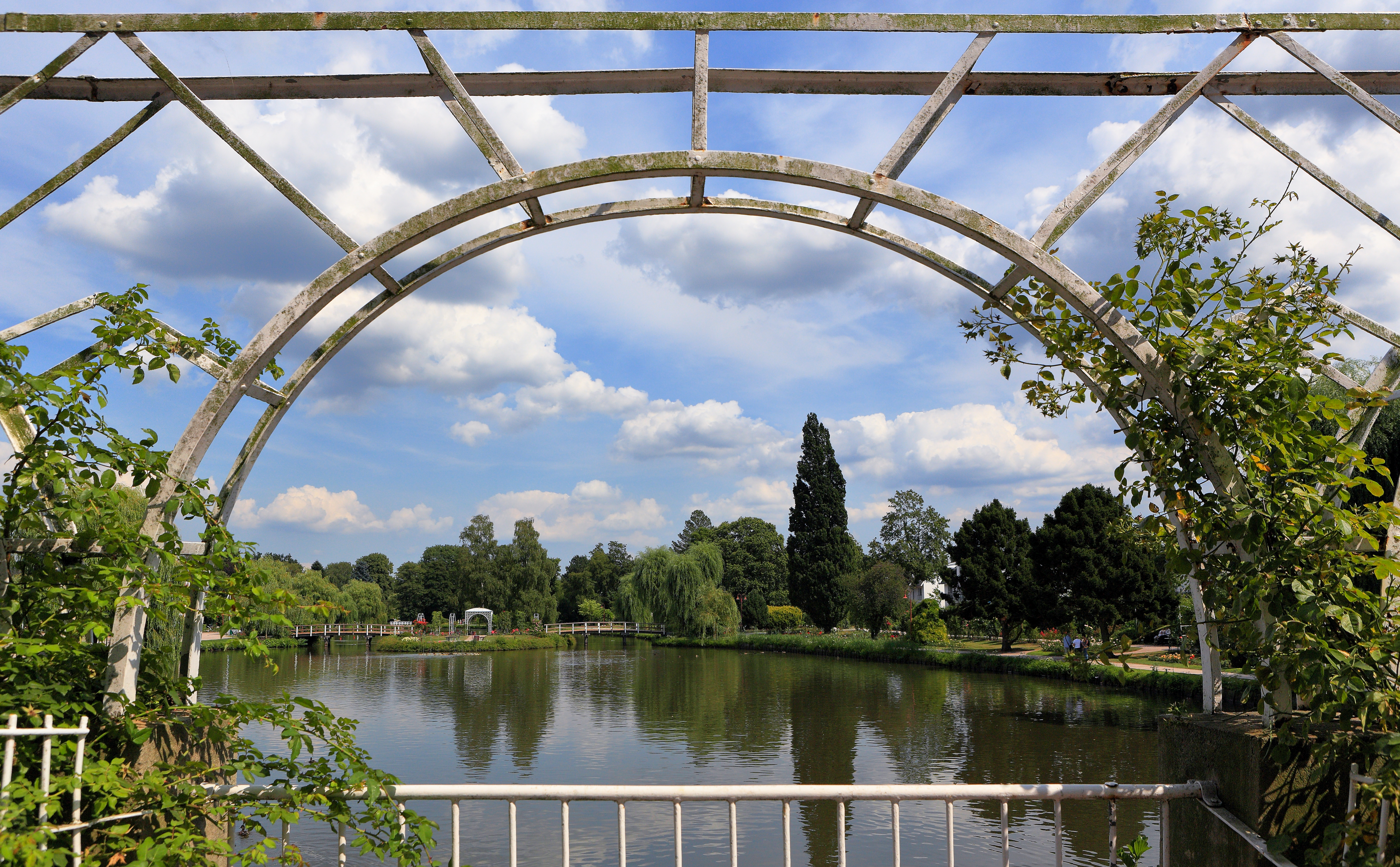
Blick auf das Uetersener Rosarium

Das Rosarium Uetersen in Schleswig-Holstein ist eines der ältesten Rosarien Deutschlands und eines der größten Norddeutschlands.

## Das erste Rosarium
Die Anfänge dieses Rosariums gehen auf das Jahr 1909 zurück. In diesem Jahr gab es die erste Rosenschau in Uetersen unter der Mithilfe des Vereins Deutscher Rosenzüchter. Zum ersten Mal stellte man auf einem Feld in der Nähe des Hafens Rosen aus. Durch den großen Erfolg der Veranstaltung und die Fürsprache durch den damals bekannten Rosenfreund Friedrich Harms (1831–1909) stellte die Stadt den Rosenzüchtern ein Feld neben dem Ludwig-Meyn-Gymnasium zur Verfügung. So entstand 1913 an dieser Stelle der Kaiser-Wilhelm-Rosengarten, der seinen Namen zu Ehren des 25. Regierungsjubiläums Kaiser Wilhelms II erhielt. Die Einweihungsfeier fand am 15. Juni 1913 mit vielen Gästen aus dem In- und Ausland statt. Diese Parkanlage wurde am 10. August 1925 durch eine Windhose der Stärke F3 total verwüstet. Ein Wiederaufbau war nur mit größter Anstrengung möglich. Später wurde die Anlage aus Platzgründen im Jahr 1933 aufgegeben und mit Häusern bebaut.

## Die Entstehung  des neuen Rosariums
Schon um 1234 gab es in Uetersen einen Mühlenteich mit einer Wassermühle, der im Besitz des Uetersener Klosters war. Dieser Teich drohte im Laufe der Zeit auszutrocknen. Im Jahre 1829 wurde das Mühlenteichgelände aufgeforstet und mit einem Wasserzulauf von der Pinnau versehen; so konnte der Mühlbetrieb weiter aufrechterhalten werden. 1925 übernahm die Stadt die Wassermühle. Man verpachtete sie noch einige Jahre, bis sie im Rahmen der Rosariumplanung abgerissen wurde. In den Jahren 1929 bis 1932 machte sich auch in Uetersen die Weltwirtschaftskrise bemerkbar und bewirkte auch hier eine Massenarbeitslosigkeit. Um diese einzudämmen, wurde 1929 ein Notprogramm mit freiwilligem Arbeitseinsatz beschlossen. Von 1932 an wurde der vor Jahrzehnten künstlich aufgestaute und nun vermoderte Mühlenteich in mühseliger Handarbeit durch den RAD entkrautet und entschlammt. Der Schlamm wurde mit ca. 4500 Kubikmeter Sand vermengt und damit das umliegende Gelände aufgefüllt. Als nach  Monaten die Arbeiten beendet wurden, wusste niemand so richtig, was mit dem Gelände geschehen sollte. Kurze Zeit später kam der Gärtnermeister Ernst Ladewig Meyn mit den berühmten Rosenzüchtern Wilhelm Kordes jr.und Mathias Tantau auf die Idee, einen noch größeren Rosenpark zu erschaffen, da der andere Park zu klein wurde.
In Zusammenarbeit der Stadt Uetersen mit dem Verein Deutscher Rosenfreunde wurde der Plan in die Tat umgesetzt, so dass das Rosarium mit 800 Rosensorten, die zum größten Teil aus dem Kaiser-Wilhelm-Rosengarten stammten, im Juni 1934 fertiggestellt wurde.

## Das heutige Rosarium
Das heutige Rosarium wurde im Rahmen einer Rosenschau anlässlich des 700-jährigen Stadtgeburtstags am 13. Juni 1934 eröffnet. Die Rosenschau war damals die größte ihrer Art in ganz Deutschland. Die Veranstaltung wurde hierbei für die Propaganda der Nationalsozialisten missbraucht. Die folgenden Kriegsjahre überstand das Rosarium nahezu unversehrt. In der Nachkriegszeit diente es der hungernden Bevölkerung sogar als Gemüse- und Kartoffelacker. 1951 fand dann die erste Rosenschau nach dem Krieg statt, der 1952 sowie 1956 weitere folgten. Zwischenzeitlich wurde es mehrfach umgestaltet, um 1961 dort die Bundes-Rosenschau zu präsentieren. Zu dieser Veranstaltung kamen Liebhaber und Rosenfreunde aus aller Welt. In den Folgejahren wurde der Park mit Hilfe der umliegenden Rosenzüchter immer wieder neu gestaltet. Im heutigen Rosenpark werden auf sieben Hektar Fläche mehr als 30.000 Rosen und 830 verschiedene Rosensorten in allen farblichen Abstufungen und Duftnuancen vorgestellt.

## Galerie

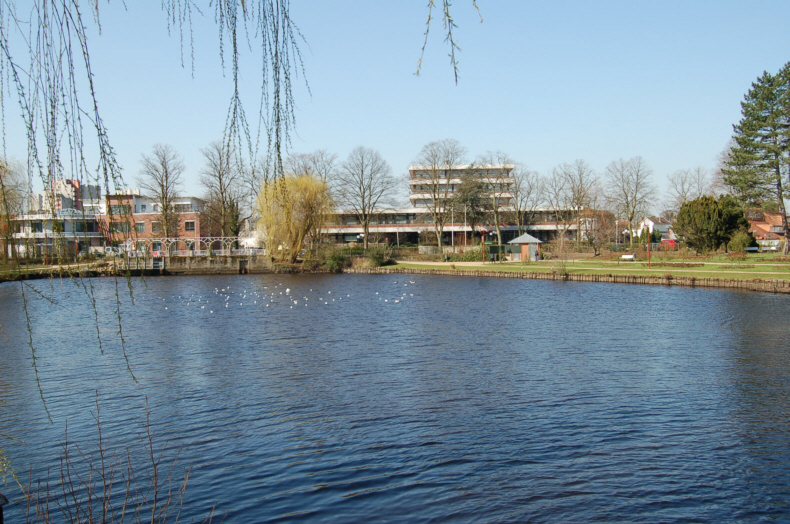
Das Rosarium in Richtung Innenstadt
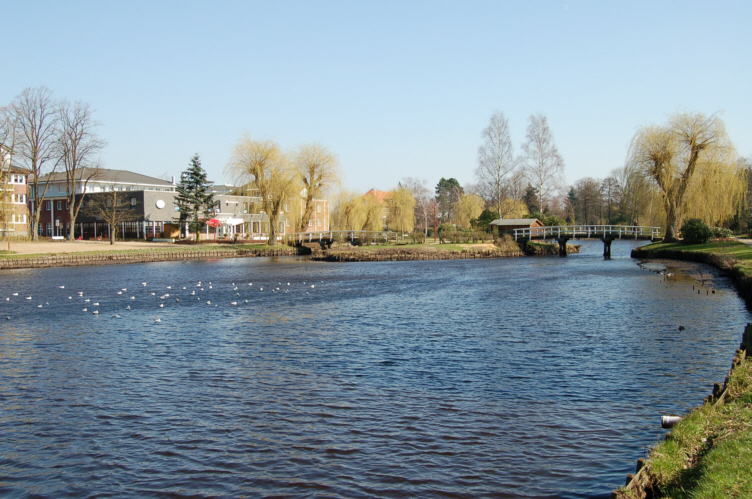
Das Rosarium in Blickrichtung Hotel
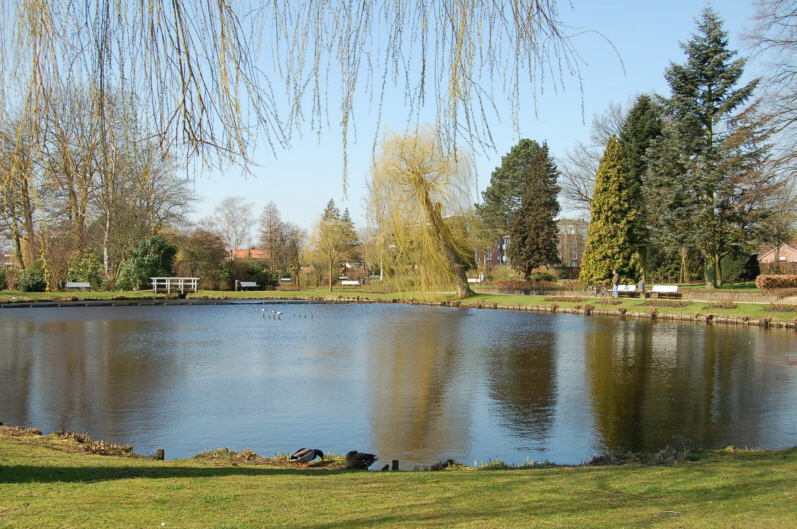
Der kleine Mühlenteich
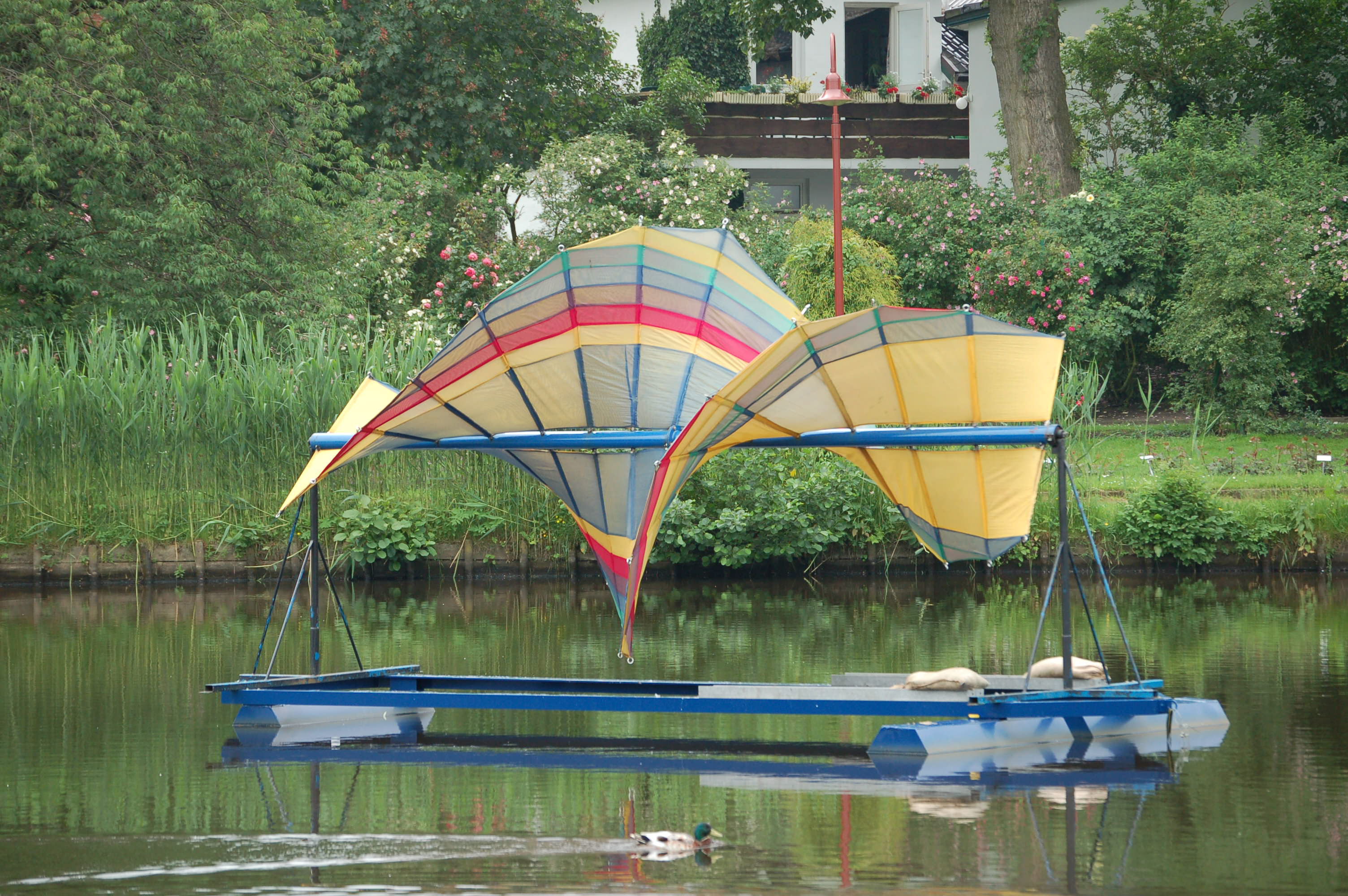
Das Windspiel Tänzerin im Wind
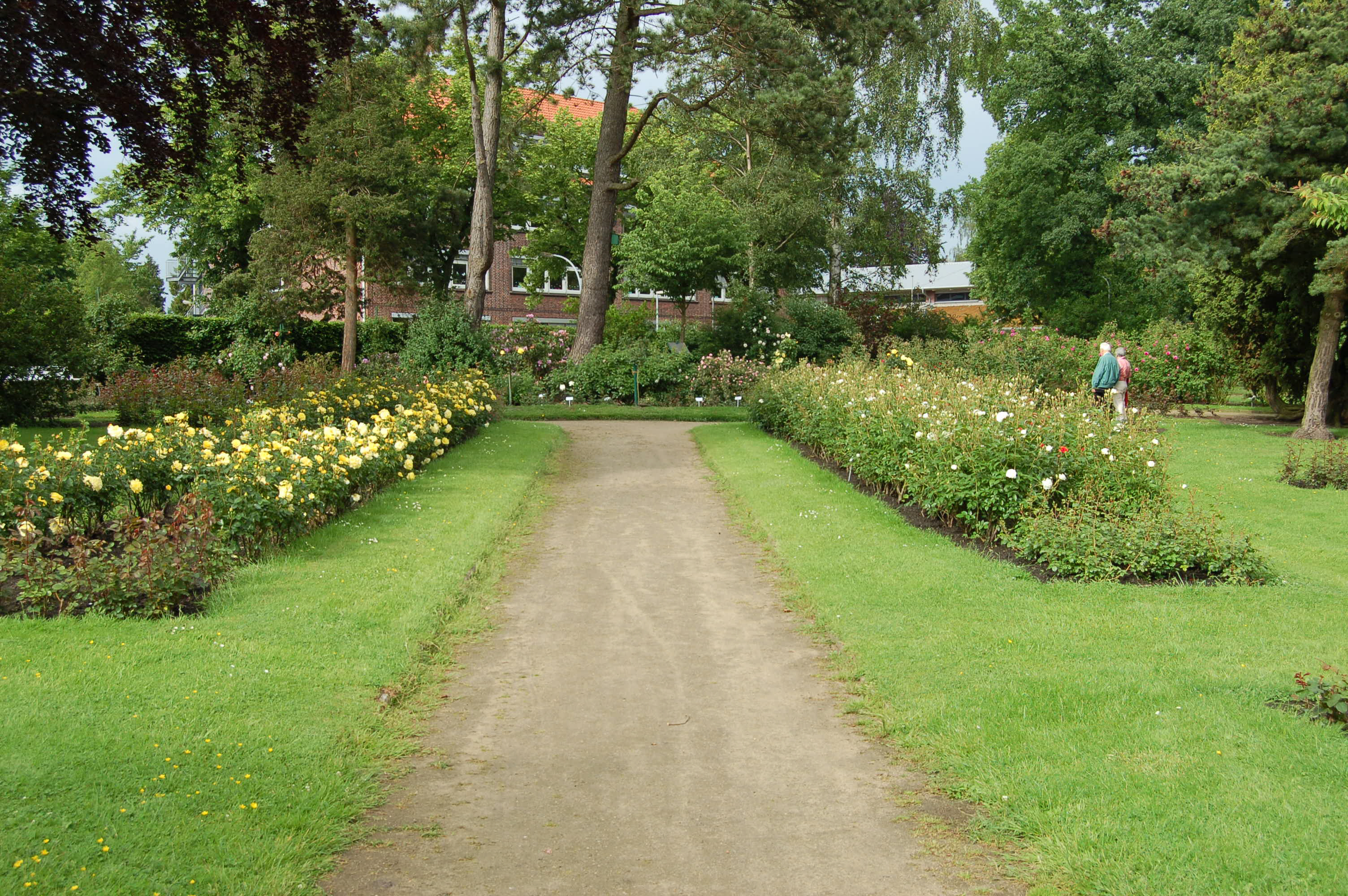
Einer der Wege durch das Rosarium
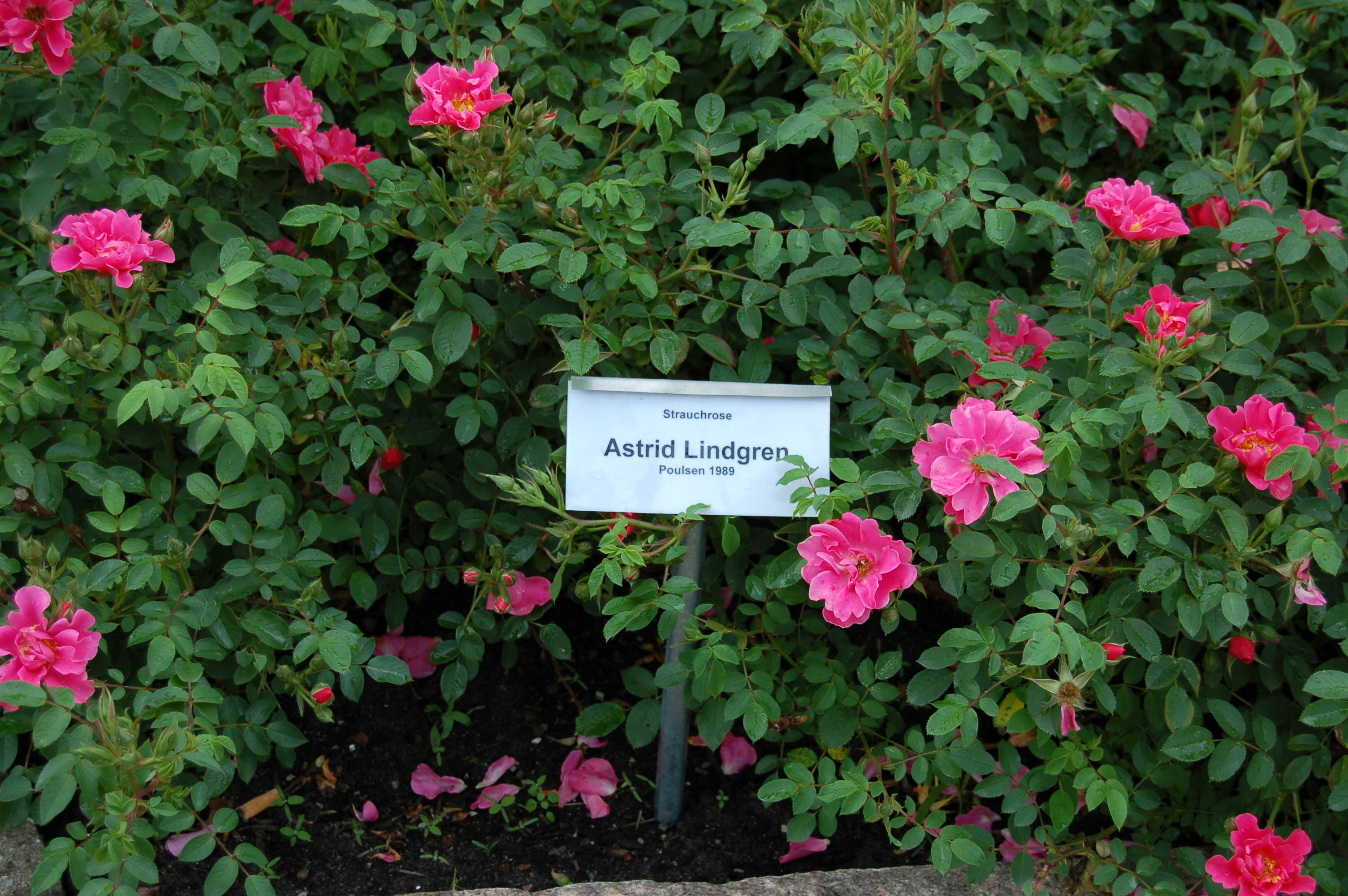
Rosen werden oft nach bekannten Personen benannt
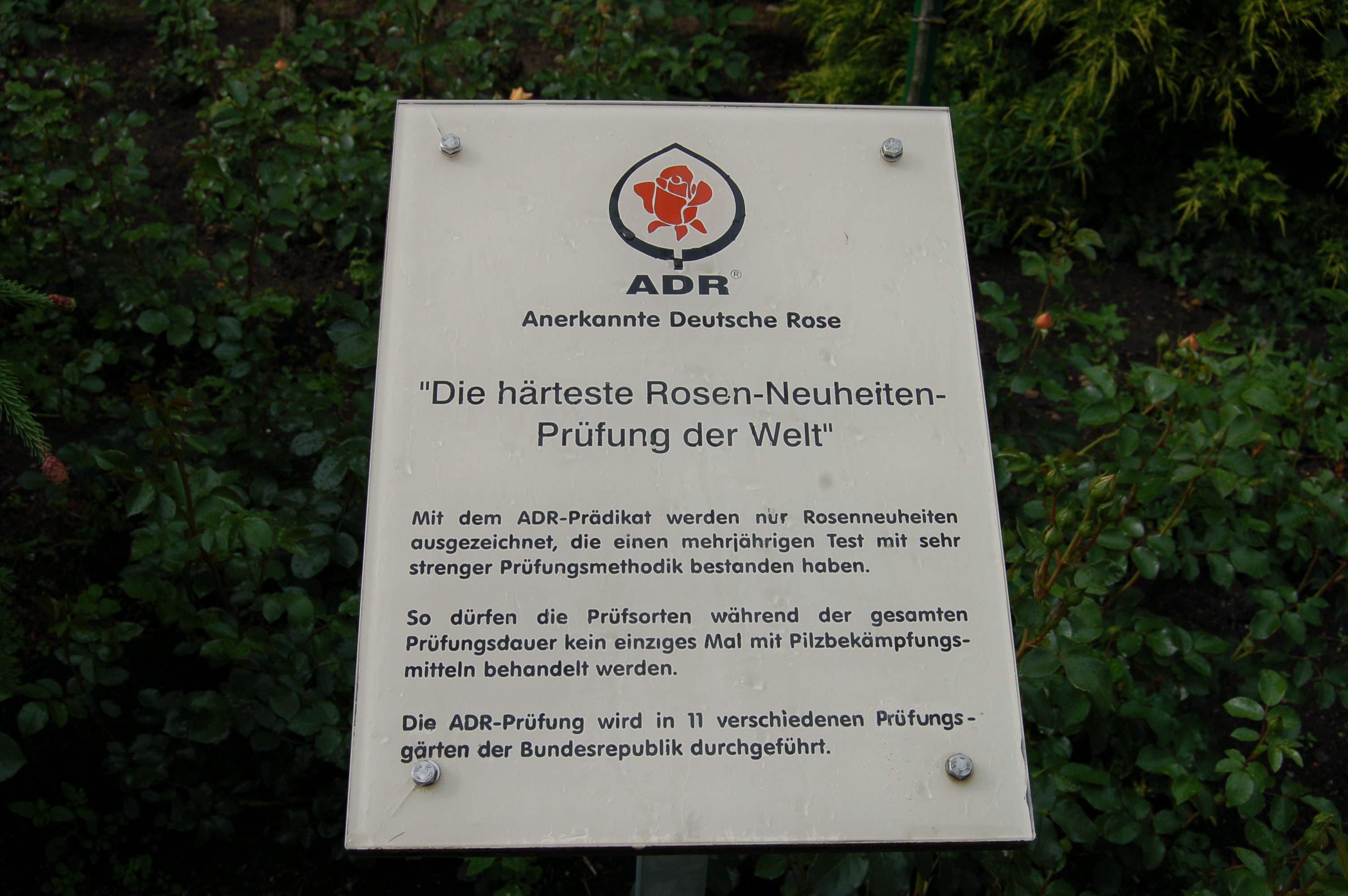
Hinweisschild zur ADR-Rosen Prüfung
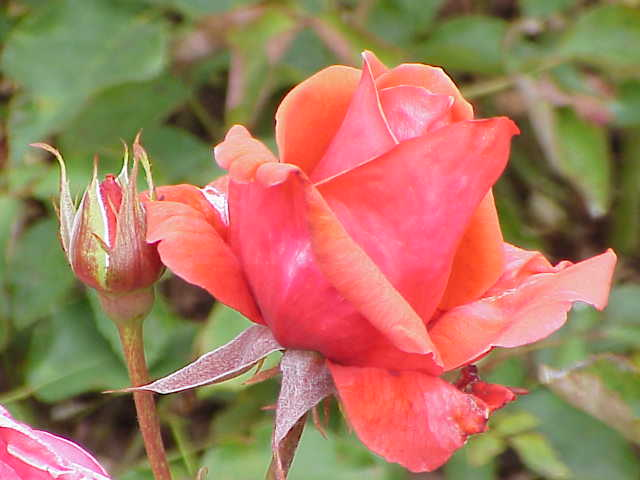
Duftwolke, eine der ausgezeichneten Rosen im Park
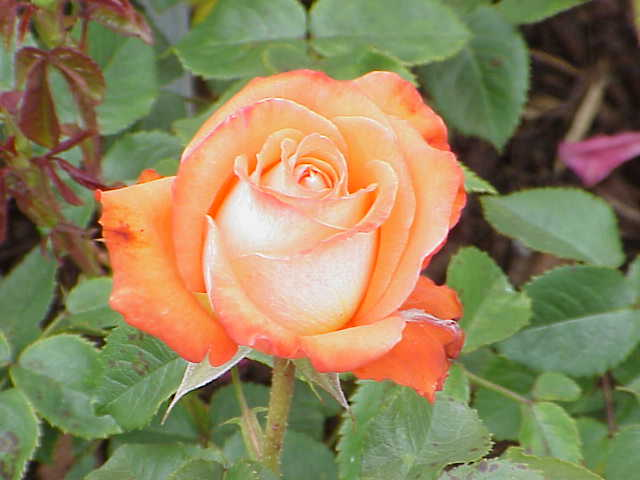
Die Königin der Rosen
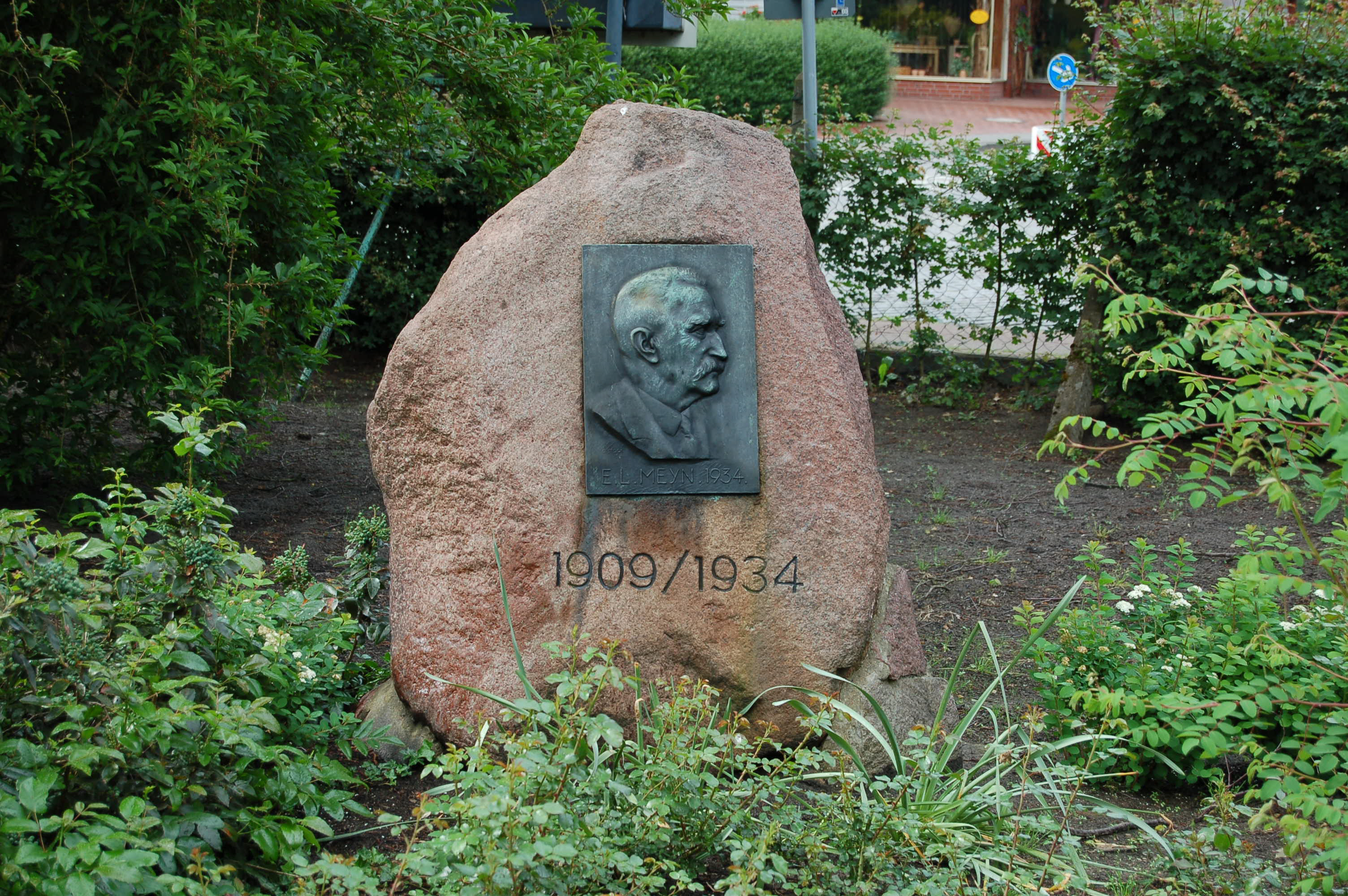
Gedenkstein Ernst Ladewig Meyn
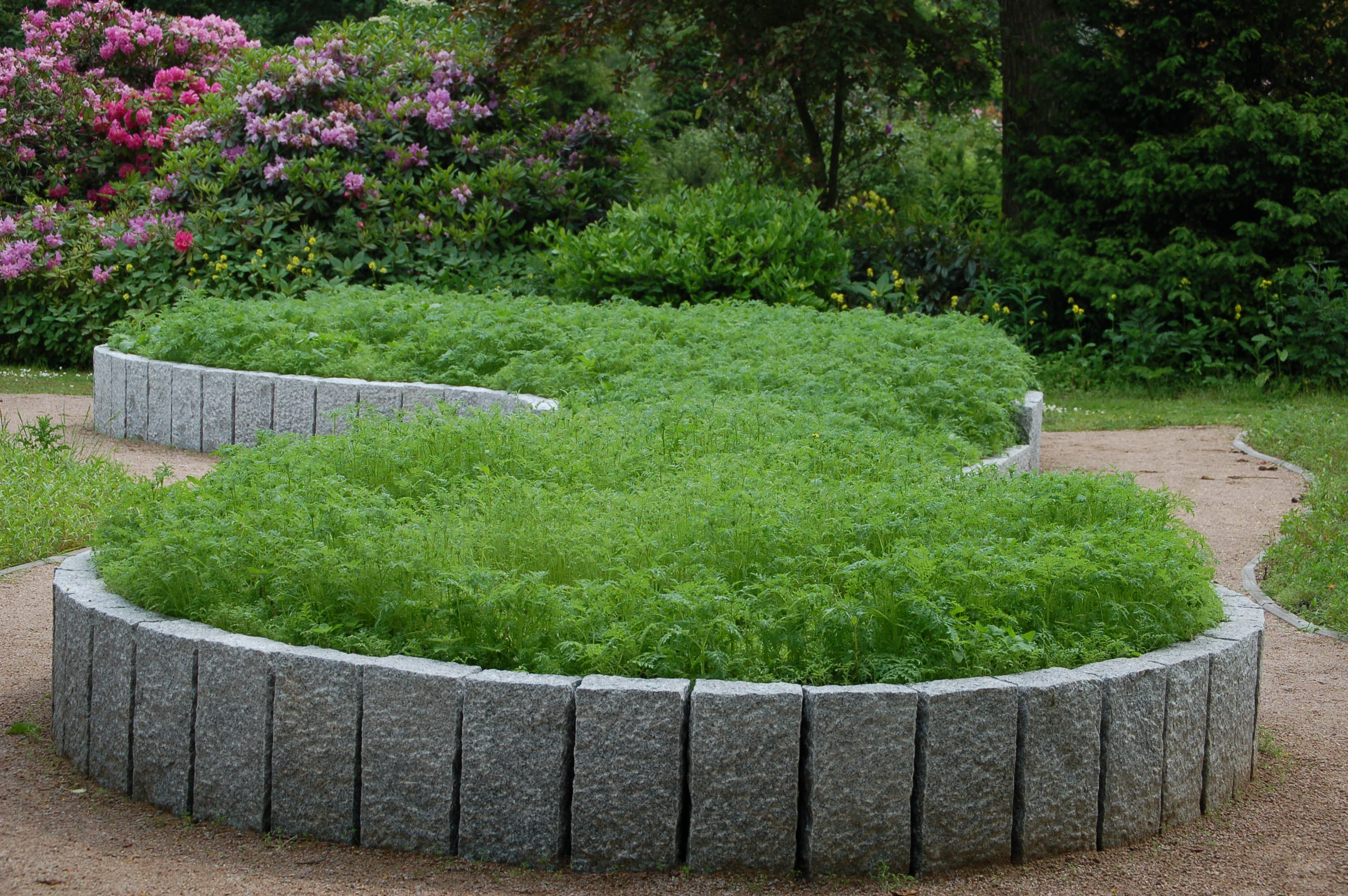
Das erste neugestaltete Beet für den „Duftgarten“
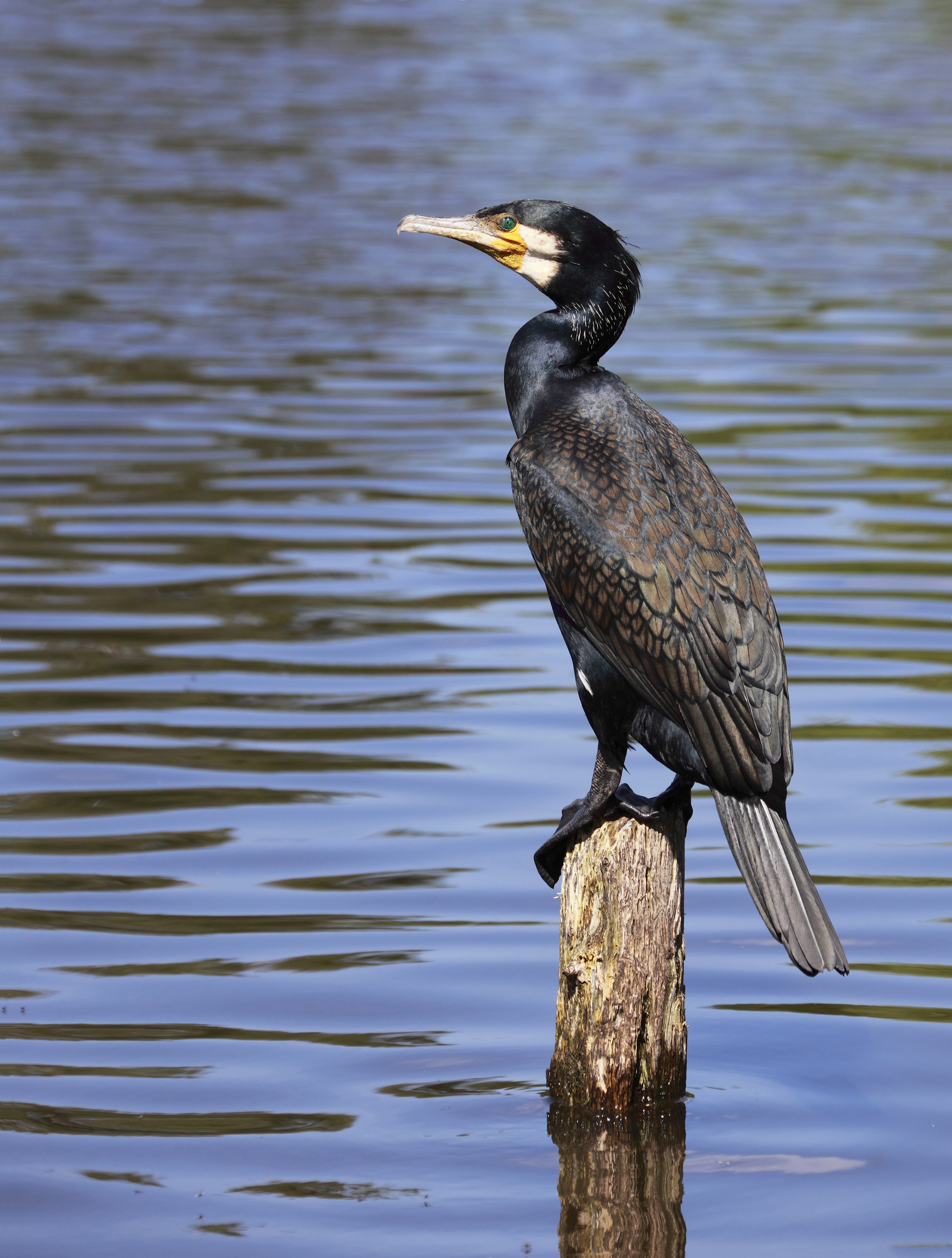
Ein Kormoran am Rosariumsteich
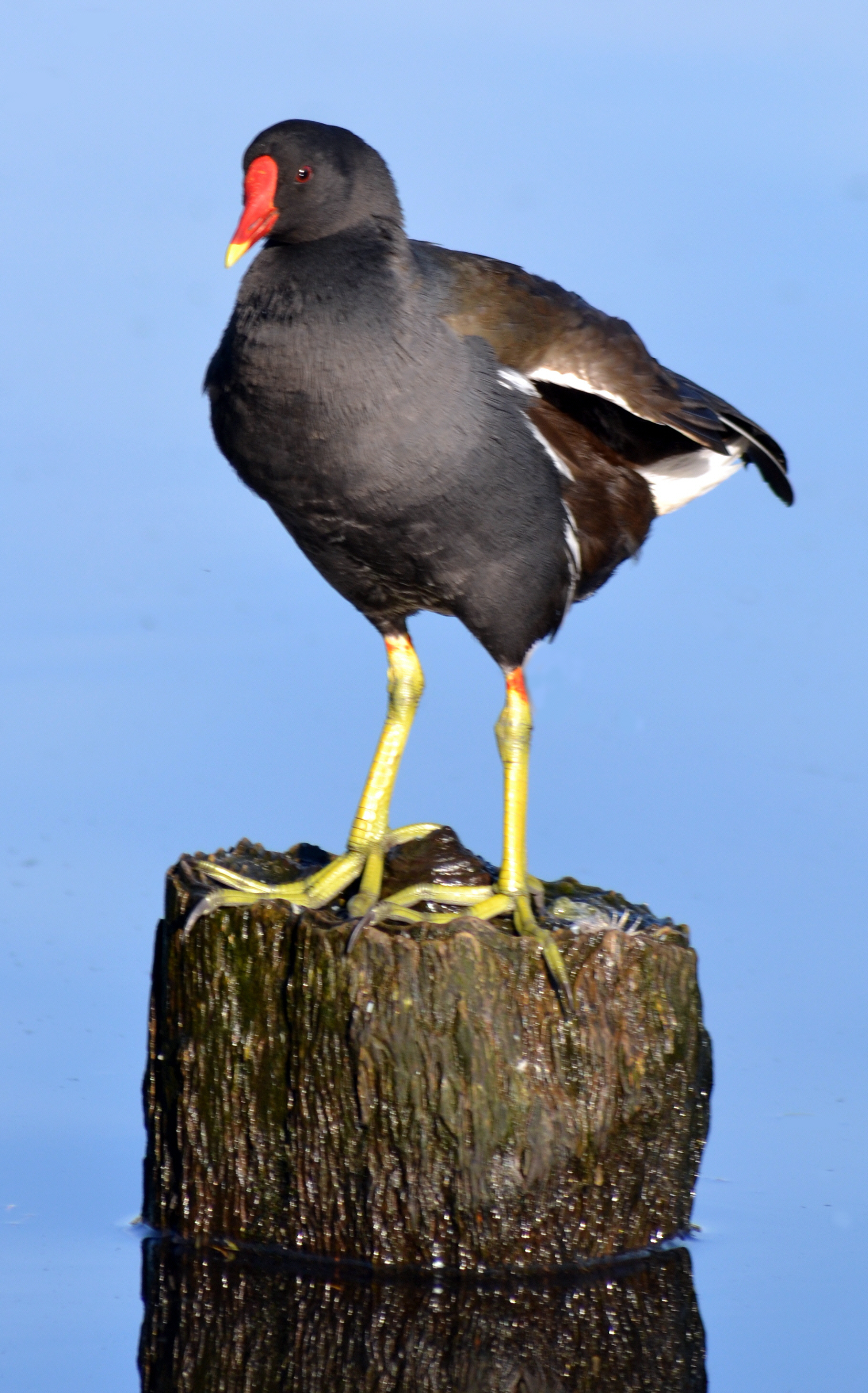
Eine Teichralle am Rosariumsteich